# NTT Credo Motomachi Building
Le NTT Credo Motomachi Building (NTTクレド基町ビル（リーガロイヤルホテル広島）) appelé aussi Rihga Royal Hotel Hiroshima est un gratte-ciel construit à Hiroshima en 1993. Ce fut le premier gratte-ciel construit à Hiroshima. Il mesure 150 mètres de hauteur et abrite un hôtel.
En 2023 c'est le cinquième plus haut gratte-ciel d'Hiroshima 
L'immeuble a été conçu par les cabinets d'architectes Nikken Sekkei et NTT Urban Development